# Copa COSAFA 2013
La Copa COSAFA 2013 fue la decimocuarta edición del torneo de fútbol a nivel de selecciones nacionales de África del Sur organizado por la COSAFA y que contó con la participación de 13 países.
El anfitrión Zambia venció en la final a Zimbabue para ser campeón regional por cuarta ocasión.

## Fase de grupos

### Grupo A
| País              | G                  | E                  | P                  | GF                 | GC                 | Pts                |
| ----------------- | ------------------ | ------------------ | ------------------ | ------------------ | ------------------ | ------------------ |
| Namibia           | 2                  | 0                  | 0                  | 6                  | 3                  | 6                  |
| Mauricio          | 1                  | 0                  | 1                  | 5                  | 2                  | 3                  |
| Seychelles        | 0                  | 0                  | 2                  | 2                  | 8                  | 0                  |
| Guinea Ecuatorial | Abandonó el torneo | Abandonó el torneo | Abandonó el torneo | Abandonó el torneo | Abandonó el torneo | Abandonó el torneo |

| 6 de julio de 2013 | Namibia                  | 2–1     | Mauricio   | Nkoloma Stadium, Lusaka   |                           |
|                    | Shitembi 20' · Jakob 45' | Reporte | Pierre 85' | Árbitro(s): Janny Sikazwe | Árbitro(s): Janny Sikazwe |

| 8 de julio de 2013 | Seychelles     | 2-4     | Namibia                                      | Nkoloma Stadium, Lusaka |                         |
|                    | Zialor 14' 38' | Reporte | Urikhob 25' · Gebhardt 40' 46' · Tjiueza 88' | Árbitro(s): Osiase Koto | Árbitro(s): Osiase Koto |

| 10 de julio de 2013 | Mauricio                                       | 4–0     | Seychelles | Nkana Stadium, Kitwe     |                          |
|                     | Calambé 14' · Pierre 23' 74' · L.L. Pithia 36' | Reporte |            | Árbitro(s): Victor Gomes | Árbitro(s): Victor Gomes |

### Grupo B
| País        | G | E | P | GF | GC | Pts |
| ----------- | - | - | - | -- | -- | --- |
| Lesoto      | 1 | 2 | 0 | 7  | 5  | 5   |
| Botsuana    | 1 | 2 | 0 | 5  | 4  | 5   |
| Kenia       | 1 | 1 | 1 | 5  | 4  | 4   |
| Suazilandia | 0 | 1 | 2 | 0  | 4  | 1   |

| 7 de julio de 2013 | Botsuana | 0–0     | Suazilandia | Arthur Davies Stadium, Kitwe |                             |
|                    |          | Reporte |             | Árbitro(s): Bernard Camille  | Árbitro(s): Bernard Camille |

| 8 de julio de 2013                                                                                 | Kenia                           | 2–2     | Lesoto                            | Arthur Davies Stadium, Kitwe |                          |
| | Kiongera 82' · Atudo 89' (pen.) | Reporte | Mokhahalane 43' (pen.) · Tale 52' | Árbitro(s): Victor Gomes     | Árbitro(s): Victor Gomes |
| El partido se jugó un día después por la llegada tardía de Kenia por los partidos en su liga local |                                 |         |                                   |                              |                          |

| 9 de julio de 2013 | Suazilandia | 0-2     | Kenia          | Arthur Davies Stadium, Kitwe |                             |
|                    |             | Reporte | Lavatsa 5' 54' | Árbitro(s): Samuel Chirinda  | Árbitro(s): Samuel Chirinda |

| 9 de julio de 2013 | Lesoto                                             | 3–3     | Botsuana                 | Arthur Davies Stadium, Kitwe |                            |
|                    | Mokhahlane 60' (pen.) · Lerotholi 68' · Tale 90+2' | Reporte | Ramatlhakwane 5' 50' 79' | Árbitro(s): Dennis Nguluwe   | Árbitro(s): Dennis Nguluwe |

| 11 de julio de 2013 | Kenia              | 1–2     | Botsuana                              | Nkana Stadium, Kitwe        |                             |
|                     | Olerile 87' (a.g.) | Reporte | Tshireletso 12' · Ramatlhakwane 90+4' | Árbitro(s): Bernard Camille | Árbitro(s): Bernard Camille |

| 11 de julio de 2013 | Lesoto                      | 2–0     | Suazilandia | Nkoloma Stadium, Lusaka     |                             |
|                     | Letsie 23' · Seturumane 45' | Reporte |             | Árbitro(s): Norman Matemera | Árbitro(s): Norman Matemera |

## Fase Final
Sudáfrica, Angola, Zambia, Malaui, Zimbabue y Mozambique clasificaron directamente a esta fase.

### Cuartos de final
| 13 de julio de 2013 | Zimbabue                             | 1–1 (3–1 p.)               | Malaui                               | Nkoloma Stadium, Lusaka   |                           |
|                     | Mambare 14'                          | Reporte                    | Nyamupanedengu 86' (a.g.)            | Árbitro(s): Janny Sikazwe | Árbitro(s): Janny Sikazwe |
|                     |                                      | Tiros desde el punto penal |                                      |                           |                           |
|                     | Chafa · Chipeta · Chiwunga · Mushura |                            | Kaipa · Msowoya · Simkonda · Lanjesi |                           |                           |

| 13 de julio de 2013 | Sudáfrica                | 2–1     | Namibia              | Nkoloma Stadium, Lusaka  |                          |
|                     | Shongwe 48' · Kekana 63' | Reporte | Stephanus 73' (pen.) | Árbitro(s): Joshua Bondo | Árbitro(s): Joshua Bondo |

| 14 de julio de 2013 | Angola                        | 1–1 (3–5 p.)               | Lesoto                                               | Nkana Stadium, Kitwe     |                          |
|                     | Mabululu 25'                  |                            | Tale 40'                                             | Árbitro(s): Victor Gomes | Árbitro(s): Victor Gomes |
|                     |                               | Tiros desde el punto penal |                                                      |                          |                          |
|                     | Abdul · Diógenes · Ito · Mano |                            | Maile · Mokhahlane · Seturumane · Moletsane · Moleko |                          |                          |

| 14 de julio de 2013 | Zambia                                      | 3–1     | Mozambique | Nkana Stadium, Kitwe        |                             |
|                     | Mwape 13' (pen.) · Chisenga 27' · Phiri 77' | Reporte | Sonito 86' | Árbitro(s): Bernard Camille | Árbitro(s): Bernard Camille |

### Ronda de Consolación
Los perdedores en los cuartos de final juegan por el quinto lugar.
| 16 de julio de 2013 | Malaui                       | 2–3 | Angola                       | Arthur Davies Stadium, Kitwe |                         |
|                     | Simkonda 5' · Ito 48' (a.g.) |     | Mabululu 11' 54' · Abdul 84' | Árbitro(s): Osiase Koto      | Árbitro(s): Osiase Koto |

| 16 de julio de 2013 | Namibia | 0–1 | Mozambique | Arthur Davies Stadium, Kitwe |                             |
|                     |         |     | Sonito 43' | Árbitro(s): Norman Matemera  | Árbitro(s): Norman Matemera |

### Semifinales
| 17 de julio de 2013 | Zimbabue      | 2–1     | Lesoto    | Levy Mwanawasa Stadium, Ndola |                             |
|                     | Ndoro 15' 25' | Reporte | Mofolo 4' | Árbitro(s): Samuel Chirinda   | Árbitro(s): Samuel Chirinda |

| 17 de julio de 2013 | Sudáfrica                                 | 0–0 (t. s.)(3–5 p.)        | Zambia                                  | Levy Mwanawasa Stadium, Ndola |                          |
|                     |                                           | Reporte                    |                                         | Árbitro(s): Joshua Bondo      | Árbitro(s): Joshua Bondo |
|                     |                                           | Tiros desde el punto penal |                                         |                               |                          |
|                     | Hlatshwayo · Manyama · Chabangu · Mashaba |                            | Ngonga · Mwape · Phiri · Chongo · Chama |                               |                          |

### 5.º Lugar
| 18 de julio de 2013 | Angola | 0–1 | Mozambique | Nkana Stadium, Kitwe       |                            |
|                     |        |     | Sonito 45' | Árbitro(s): Dennis Nguluwe | Árbitro(s): Dennis Nguluwe |

### 3.º Lugar
| 20 de julio de 2013 | Lesoto           | 1–2     | Sudáfrica                | Levy Mwanawasa Stadium, Ndola |                          |
|                     | Maile 22' (pen.) | Reporte | Masango 44' · Kekana 54' | Árbitro(s): Joshua Bondo      | Árbitro(s): Joshua Bondo |

### Final
| 20 de julio de 2013 | Zimbabue | 0–2     | Zambia                   | Levy Mwanawasa Stadium, Ndola |                             |
|                     |          | Reporte | Ngonga 5' · Chongo 90+2' | Árbitro(s): Bernard Camille   | Árbitro(s): Bernard Camille |

## Campeón
| Copa COSAFA 2013  |
| ----------------- |
| Bandera de Zambia |
| Zambia 4º Título  |

## Goleadores
4 goles
- Jerome Ramatlhakwane

3 goles
| - Mabululu - Thapelo Tale | - Jean Stephan Pierre - Sonito |  |

2 goles
| - Edwin Lavatsa - Ralekoti Mokhahlane | - Ananias Gebhardt - Yves Zialor | - Hlompho Kekana - Tendai Ndoro |

1 gol
| - Abdul - Lemponye Tshireletso - Jockins Atudo - Paul Kiongera - Nkau Lerotholi - Phillip Letsie - Tlali Maile - Motlalepula Mofolo - Tsepo Seturumane | - Gastin Simkonda - Gurty Calambé - Fabrice Pithia - Pinehas Jakob - Petrus Shitembi - Willy Stephanus - Neville Tjiueza - Sadney Urikhob - Mandla Masango | - Jabulani Shongwe - Jimmy Chisenga - Kabaso Chongo - Bornwell Mwape - Alex Ngonga - Moses Phiri - Masimba Mambare |

1 autogol
| - Ito (contra Malaui) | - Edwin Olerile (contra Kenia) | - Maxwell Nyamupanedengu (contra Malaui) |